# Gulamo Khan
Pour les articles homonymes, voir Khan (homonymie).
Gulamo Khan, né le 11 mai 1952 à Maputo et mort le 19 octobre 1986 dans un accident d'avion survenu à Mbuzini, dans les monts Lebombo (Afrique du Sud), est un poète et journaliste mozambicain.

## Biographie
Poète, journaliste, homme de radio, il travaille pendant une dizaine d'années pour Rádio Moçambique (pt), dont il contribue à façonner l'identité.
Attaché de presse du président de la République Samora Machel, il l'accompagne au retour d'un voyage officiel à Lusaka (Zambie). Le 19 octobre 1986, il meurt dans l'accident d'un Tupolev 134 qui coûte la vie au chef de l'État et à une trentaine d'autres personnes, et dont les causes ne semblent pas complètement élucidées.
Un monument et un musée ont été érigés en 2009 sur les lieux de l'accident. Comme celui des autres victimes, le nom de Gulamo Khan est gravé sur la stèle.

## Œuvre
Après sa mort, l'Association des écrivains mozambicains (AEMO) – dont Albino Magaia, Calane da Silva et José Craveirinha – édite en 1990 un recueil de ses poèmes, intitulé Moçambicanto.
Plusieurs de ses poèmes, notamment Maio, De sul para norte, Elegia amarga para Benjamin Moloise (en), O teu corpo, Ulan Bator, Xitimela, figurent dans des anthologies, telles que Antologia da nova poesia moçambicana de Fátima Mendonça et Nelson Saúte (1993), Poesia africana de língua portuguesa: antologia de Maria Alexandre Dáskalos, Livia Apa et Arlindo Barbeitos (2003) ou Nunca mais é sábado : antologia de poesia moçambicana de Nelson Saúte (2004).